# Coiffure (Japon)
Pour les articles homonymes, voir Coiffure (homonymie).

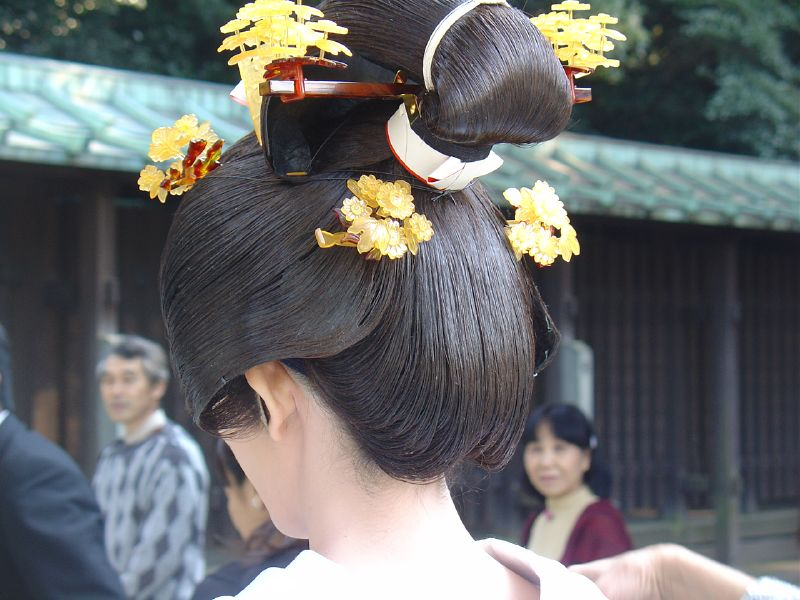
Style shimada.

La coiffure japonaise, développée au cours des siècles, a abouti à la création de différents styles de coiffures. Les périodes anciennes laissaient les cheveux longs et libres. Pendant l'époque d'Edo (1603-1868), la diversité et complexité des coiffures se sont accélérées. Les cheveux sont tirés, huilés et arrangés en de nombreux types de chignons (mage), agrémentés de peignes, d'épingles, d'arrangements floraux.
Les coiffures suivent également des règles précises dans le domaine du kabuki, sous la forme de perruques (katsura).

## Partie de la coiffure
- Mae gami : les cheveux au-dessus du front
- Bin : les cheveux sur les côtés du visage
- Tabo : les cheveux dans le cou
- Mage : le chignon

## Outils
- Kogai : barre pour enrouler les cheveux
- Kotoji : épingle longue pour fermer
- Kushi : peignes
- Kanzashi : épingle de décoration
- Bira : ornement
- Tegara : bande de soie

## Styles de coiffure
- Maegami (前髪?) : mèches sur le front des jeunes femmes avant leur maturité[2].
- Taregami : les cheveux longs et raides sont laissés libres (époque de Heian (794-1185).
- Shimada mage : les cheveux longs sont bouclés à l'arrière et un peigne y est inséré. L'avant est aplati avec de l'huile. Habituellement pour les femmes non mariées (période Edo).
- Taka shimada
- Tsubushi shimada
- Hyogo mage
- Maru mage : utilisé par les femmes mariées.
- Uiwata : genre de shimada mage, porté par les filles des habitants de Yoshiwara.
- Chon mage : pour les hommes au début de l'ère Meiji. Le dessus du front est rasé et les cheveux sont ramenés au-dessus en boucles.